# Frankie Miñoza
Francisco Miñoza (Manolo Fortich, Bukidnon, 29 januari 1959)  is een golfprofessional uit de Filipijnen. Hij staat bekend als Frankie Miñoza en speelt sinds 2011 op de Champions Tour.
Sinds het begin van zijn professionele carrière in 1983 speelde Miñoza voornamelijk in Japan en Azië, waar hij diverse toernooien won, onder meer zeven toernooien op de Japan Golf Tour. In 1998 stond Miñoza in de top-50 van de Official World Golf Ranking.
In 2005 verloor hij zijn tourkaart van de Japanse Tour en ging hij spelen op de Aziatische Tour, die inmiddels al tien jaar bestond. Hij eindigde nummer 27 op de Order of Merit en kon daar in 2006 ook weer spelen. Hij ging ook naar de Tourschool om zijn speelrecht voor de Japanse Tour terug te krijgen, hetgeen lukte. In 2007 won hij voor de tweede keer het Filipijns Open, dat toen bij de Aziatische Tour hoorde.
In november 2010 ging Miñoza naar de Tourschool voor de Champions Tour, hij eindigde op de tweede plaats en speelt daar sinds 2011.

## Professional

### Gewonnen
Japan Golf Tour
- 1990: Dunlop Open (-11)
- 1993: Maruman Open (-16)
- 1995: Sanko Grand Summer Championship (-21)
- 1995: Daikyo Open (-11)
- 1998: Kirin Open (-5)
- 2001: Fujisankei Classic (-8)
- 2007: ABC Championship (-14)

Aziatische Tour
- 2007: Filipijns Open  (-10)

Filipijnen
- 1998: Filipijns Open, Philippine Masters
- 2009: ICTSI Pueblo de Oro Championship
- 2011: ICTSI Wack Wack Championship
- 2013: TCC Invitational, ICTSI Del Monte Championship, ICTSI Pueblo de Oro Championship

Elders
- 1986: Indonesia Open
- 1988: Maekyung Open (Korea)
- 1989: Pakistan Open
- 1990: Taiwan Open, Indonesia Open
- 1998: Rolex Masters (Singapore)
- 2012: Japan Senior Open Golf Championship (Japan)

#### Teams
- Dunhill Cup: 1987, 1988